# Sud-Ouest (Burkina Faso)
Sud-Ouest ist eine von 13 Regionen, in die der westafrikanische Staat Burkina Faso administrativ aufgeteilt ist. Die Hauptstadt ist Gaoua.
Die im Südwesten liegende Region umfasst die Provinzen Bougouriba, Ioba, Noumbiel und Poni, grenzt an Ghana und Côte d’Ivoire und hat auf 16.576 km² Fläche 874.030 Einwohner (Zensus 2019).
Sud-Ouest ist reich an Flora und Fauna, die Landschaft ist von Feuchtsavannen geprägt.
Die Region wurde im Jahre 2001 geschaffen. Etwa 60 Prozent der Bewohner praktizieren indigene Religionen, 25 Prozent sind Christen und 15 Prozent Muslime.
Haupterwerbsquelle ist die Landwirtschaft, das reiche kulturelle Erbe der Lobi zieht viele Touristen an.